# Prados San Francisco
Prados San Francisco är en ort i Mexiko, tillhörande kommunen Nextlalpan i delstaten Mexiko. Prados San Francisco ligger i den centrala delen av landet och tillhör Mexico Citys storstadsområde. Orten hade 2 600 invånare vid folkmätningen 2010. 2020 hade antalet invånare ökat till 3 702.